# Isawiya

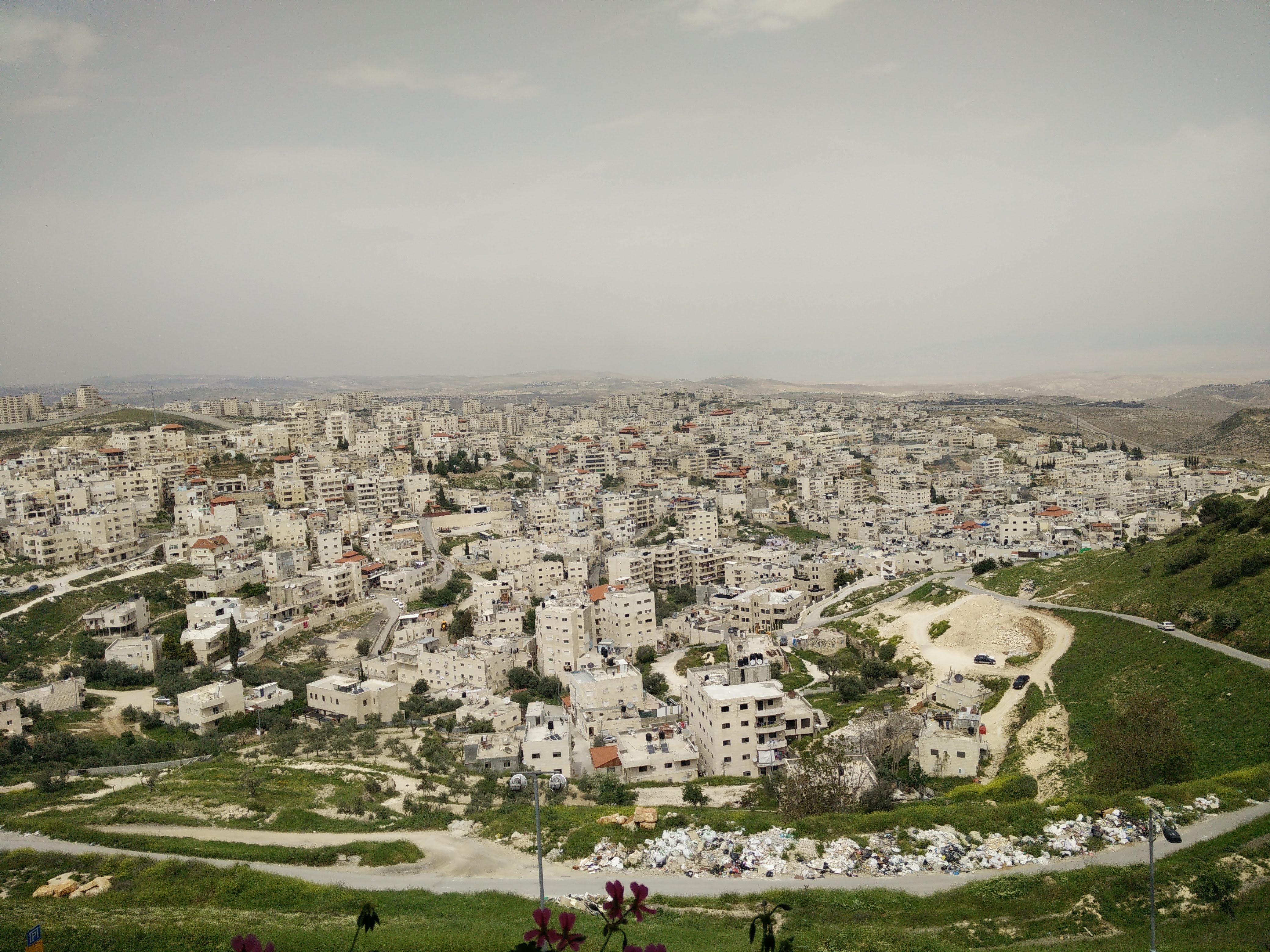
Vista de Isawiya desde el Monte Scopus.

Isawiya (en árabe, العيساوية), también conocida como Issawiya o Issawiyeh, es un barrio palestino de Jerusalén Este. Israel lo considera uno de los barrios de Jerusalén, mientras para Palestina es un municipio de la Gobernación de Jerusalén. Se encuentra en el Monte Scopus, cerca del Centro Médico Hadassah. A fecha de 2011 tenía aproximadamente 13.730 habitantes, mientras que en 2015 estaba cerca de los 20.000.

## Etimología
El nombre de Isawiya proviene del rey Issa (al-Aziz), segundo hijo de Saladino, monarca ayubí que conquistó Jerusalén a las tropas cruzadas. Isa también es el nombre que los musulmanes dan a Jesús, un profeta venerado por el Islam.

## Historia
En Isawiya se ha encontrado una cueva usada para enterramientos con cerámica que data del periodo romano temprano (primer siglo a. C.). Según el Comité de Desarrollo de Isawiya, la localidad adquirió carácter de asentamiento permanente hace unos 900 años y sus pobladores originales eran descendientes de kurdos iraquíes, sirios y árabes de la Península arábiga.

### Época otomana
Isawiya, como el resto de Palestina, fue conquistada por el Imperio otomano en 1517, y hacia la década de 1560 los ingresos de al-Isawiya estaban asignados al waqf de Hasseki Sultan Imaret en Jerusalén, dedicado a alimentar a los más pobres y establecido por Roxelana, mujer de Solimán el Magnífico. En 1596, en los registros de impuestos otomanos figuraba Isawiyya como parte de la nahiya de Quds, del liwa de Quds, con una población de 35 hogares y 3 solteros, todos ellos musulmanes. Tributaba impuestos por trigo, cebada, olivos, viñedos, frutales, cabras y colmenas.
En 1838 aparece mencionado como "un pueblo pequeño". Un listado oficial de poblaciones otomanas de aproximadamente 1870 registraba en Isawiya una población de 178 (o 78) personas, en 29 hogares, si bien el registro era de tipo militar y, por lo tanto, solamente contabilizaba a los hombres.
En 1883, el Estudio de Palestina Occidental del Fondo para la Exploración de Palestina describió el Aisawiyeh como un "pueblo pequeño en la ladera oriental de la cadena montañosa de Olivet, con un manantial al sur y unos cuantos olivos a su alrededor." Otra fuente afirmaba que los lugareños cultivaban verduras para venderlas luego en Jerusalén.
En 1896, la población de Isawiya era de aproximadamente 210 personas.

### Mandato británico de Palestina
En el censo de Palestina de 1922, llevado a cabo por las autoridades del Mandato británico de Palestina, 'Isawiyeh tenía una población de 333 habitantes, todos ellos musulmanes. Esta población aumentó en el censo de 1931 hasta los 558 habitantes (7 cristianos y el resto musulmanes), con un total de 117 hogares.
Según un estudio oficial de tierra y población llevado a cabo en 1945, la población de Isawiya ascendía hasta los 730 habitantes; 720 musulmanes y 10 cristianos, que en total poseían 10.108 dunams (10,108 kilómetros cuadrados) de tierras, mientras que otros 235 dunams tenían dueños judíos. Del total de tierras de la localidad,  3.291 dunams estaban cultivados con cereales, mientras que otros 47 dunams constituían el terreno urbanizado.

### Zona desmilitarizada
El Acuerdo del Monte Scopus firmado el 7 de julio de 1948 declaró la zona de Isawiya como desmilitarizada y autorizó al Organismo de las Naciones Unidas para la Vigilancia de la Tregua a resolver disputas entre Israel y Jordania. Entre 1948 y 1967, soldados israelíes patrullaron en Isawiya disfrazados de policías para esquivar la prohibición de personal militar en la zona desmilitarizada; dichos soldados tuvieron frecuentes enfrentamientos con los habitantes de la localidad. Un punto de conflicto estuvo relacionado con dos parcelas de tierra de titularidad judía en Issawiya, conocidos como Gan Shlomit o Los Jardines de Salomons, que habían sido comprados por V.F. Salomons en 1934 y vendidos a la Compañía Gan Shlomit, Ltd. en 1937. En 1961, la población de Isawiya era de 1.163 habitantes según un censo realizado por las autoridades jordanas.
En 1964, Isawiya tenía una población de 1.300 habitantes.

### Ocupación israelí
Tras su victoria en la Guerra de los Seis Días de 1967, Israel ocupó militarmente toda Cisjordania (incluyendo Isawiya), Jerusalén Este, la Franja de Gaza, los Altos del Golán y la península del Sinaí. A excepción de esta última, que fue devuelta a Egipto como consecuencia de los Acuerdos de Paz de Camp David en 1978, el resto permanecen a día de hoy bajo un régimen de ocupación militar israelí.
Isawiya se encuentra en la falda de la Colina Francesa, al noroeste de la carretera hacia Ma'ale Adumim. Poco después de conquistar Isawiya en 1967, Israel confiscó tierras de propiedad privada palestina y las dedicó a ampliar la Universidad Hebrea en el Monte Scopus. Israel se anexionó formalmente Jerusalén Este en 1980, añadiendo a su territorio municipal multitud de poblaciones que nunca antes habían sido parte de él. Esta anexión no ha sido reconocida por ningún país del mundo y fue inmediatamente condenada por las Naciones Unidas en su resolución 478. Pese a la anexión formal del territorio, los ciudadanos árabes de Jerusalén Este no tienen la nacionalidad israelí, sino que están considerados residentes permanentes de la ciudad.

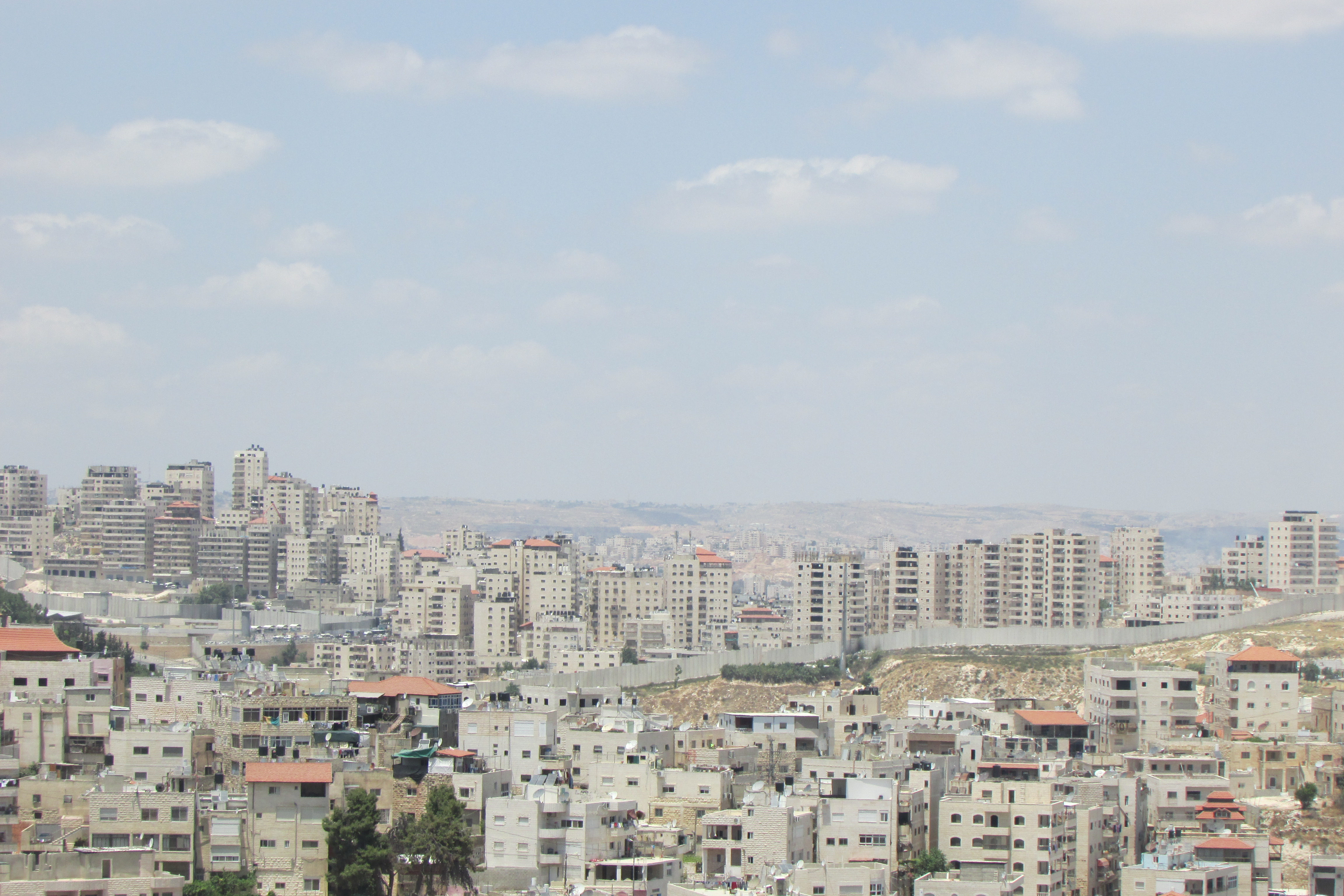
Isawiya y el campamento de refugiados de Shufat, aisladas por el muro de separación israelí.

Realizada a comienzos del siglo XXI, la construcción del muro de separación israelí dividió Isawiya en dos partes; por un lado, la zona urbana (en torno al 28% de la superficie municipal) quedó del lado israelí del muro, como consecuencia de su anexión al área municipal jerosolimitana, mientras que al otro lado del muro quedaron las tierras agrícolas de la localidad. Además del aislamiento de sus propiedades agrícolas, el muro también ha dejado aisladas las vecinas localidades de Anata y Az Za'ayyem, tradicionalmente vinculadas a Isawiya. En 2002, la policía israelí se adentró en el barrio junto con varios bulldozers y derribó numerosas casas de Isawiya. En octubre de 2015, en el contexto de la denominada Intifada de los Cuchillos, la policía de fronteras de Israel cerró todos los accesos a Isawiya salvo uno, bloqueando en su interior a sus casi 20.000 habitantes. Diversas ONGs en favor de los derechos humanos, así como los propios habitantes de Isawiya, acusaron a Israel de aplicar castigos colectivos a los residentes palestinos de esta localidad. En ese mismo contexto, el gobierno israelí anunció la apertura de una comisaría en Isawiya, algo inédito hasta el momento en toda Jerusalén Este. Por otro lado, un puesto de control de la policía israelí lleva impidiendo durante más de doce años el acceso de los habitantes de Isawiya al monte Scopus y a la Universidad Hebrea de Jerusalén.
La anexión no reconocida de Isawiya por parte de Israel ha conllevado numerosas confiscaciones de tierras que eran propiedad de palestinos. En total, unos 1.212 dunums (1,2 kilómetros cuadrados, el 12,8% del total de la superficie municipal) de Isawiya han sido requisados para la construcción de cuatro asentamientos israelíes: la Universidad Hebrea y Giv'at Shappira al oeste, y Ma'ale Adumim y Mishr Adumim al este, que en 2012 alojaban aproximadamente a 50.000 colonos israelíes. Por otro lado, otras confiscaciones de tierras tuvieron como objetivo la construcción de carreteras de circunvalación para conectar los asentamientos de Jerusalén con otros cercanos. Finalmente, otros 616 dunums de la superficie municipal (0,6 kilómetros cuadrados) han sido confiscados para la construcción de dos bases militares israelíes.
Como resultado del conflicto palestino-israelí, numerosos habitantes de Isawiya han muerto víctimas de la violencia de las fuerzas de seguridad israelíes y han llevado a cabo ataques contra civiles y policías israelíes. El 9 de noviembre de 2005, Samir Ribhi Muhammad Dari, habitante de Isawiya de 31 años, murió de un disparo en la espalda realizado por un policía israelí cuando volvía a su coche tras haber intentado convencer al policía de que liberase a su sobrino. El 3 de octubre de 2015, un joven de 19 años de Isawiya llamado Fadi Samir Mustafa Alloun fue abatido por la policía israelí en Jerusalén Oeste tras un ataque con arma blanca. Un mes después, el 10 de noviembre, Muhammad Nimr, residente de 37 años de Isawiya, murió por los disparos de un guardia de seguridad israelí tras un intento de ataque con arma blanca. Fouad Abu Rajab al-Tamimi, de 21 años, moría abatido por la policía de fronteras israelí en la Ciudad Vieja de Jerusalén tras un ataque con arma de fuego que hirió de gravedad a un policía. A finales de junio de 2019, la policía israelí mató a Mohammed Samir Obeid, un joven de 20 años natural de Isawiya. Tras varias semanas adentrándose en la localidad para realizar arrestos nocturnos, el 26 de junio hubo enfrentamientos entre jóvenes palestinos y policía israelí; en estos, Obeid lanzó fuegos artificiales contra la policía, quienes respondieron con munición real, hiriéndolo de muerte. Las protestas por esta muerte causaron más de 80 heridos entre los manifestantes palestinos. Otros muchos habitantes de Isawiya han sido detenidos por la policía o el ejército israelí en los últimos años, destacando el caso de Samer Issawi, quien pasó 278 días en huelga de hambre antes de ser liberado y reencarcelado en junio de 2014.
Sin embargo, desde el punto de vista israelí, la anexión de Jerusalén Este con su población mayoritariamente árabe ha incrementado el riesgo de que desaparezca la mayoría demográfica judía en dicha ciudad, lo que ha llevado a políticos y analistas a solicitar la escisión de estos barrios de las fronteras municipales jerosolimitanas. En 2016, el entonces líder de la oposición Isaac Herzog declaró: "Isawiya no forma ni debe formar parte de la capital eterna de Israel. Lo mismo ocurre con el campo de refugiados de Shuafat. Vamos a separarnos de ellos". El propio gobierno israelí consideró a finales de 2015 rodear Isawiya con el muro de separación, si bien rectificó poco después.
Otro importante problema en Isawiya (y en el resto de ciudades y barrios palestinos pertenecientes a u ocupados por Israel) es la ausencia de un plan urbanístico que permita la expansión de la ciudad. Esta falta de planificación oficial hace que prácticamente toda construcción nueva tenga consideración de ilegal, lo que a su vez conlleva numerosas demoliciones de edificios y hogares. En el caso de Isawiya, sus propios habitantes diseñaron un plan urbanístico con ayuda de una ONG especializada, pero este fue rechazado por el ayuntamiento de Jerusalén.

## Geografía
Isawiya se encuentra a 2,9 kilómetros al norte de Jerusalén y su término municipal linda con los de Al Azariyeh y Al Kaabina hacia el este, Anata y Shuafat hacia el norte, Jerusalén hacia el sur y el oeste y Az Zaayem hacia el sur. Se encuentra a una altitud de 731 metros por encima del nivel del mar y tiene una media anual de precipitaciones de 366,5mm, una temperatura media anual de 17 grados centígrados y una humedad media anual del 60%. El 28% de la superficie municipal (incluida toda la zona urbana) se encuentra ocupada y gestionada por Israel, mientras que el 72% restante (sobre todo terrenos agrícolas, asentamientos israelíes y comunidades beduinas) queda encuadrado en la Gobernación de Jerusalén del Estado de Palestina. La clasificación de este territorio según los Acuerdos de Oslo es de Zona C, con total control militar y civil por parte de Israel.

## Educación

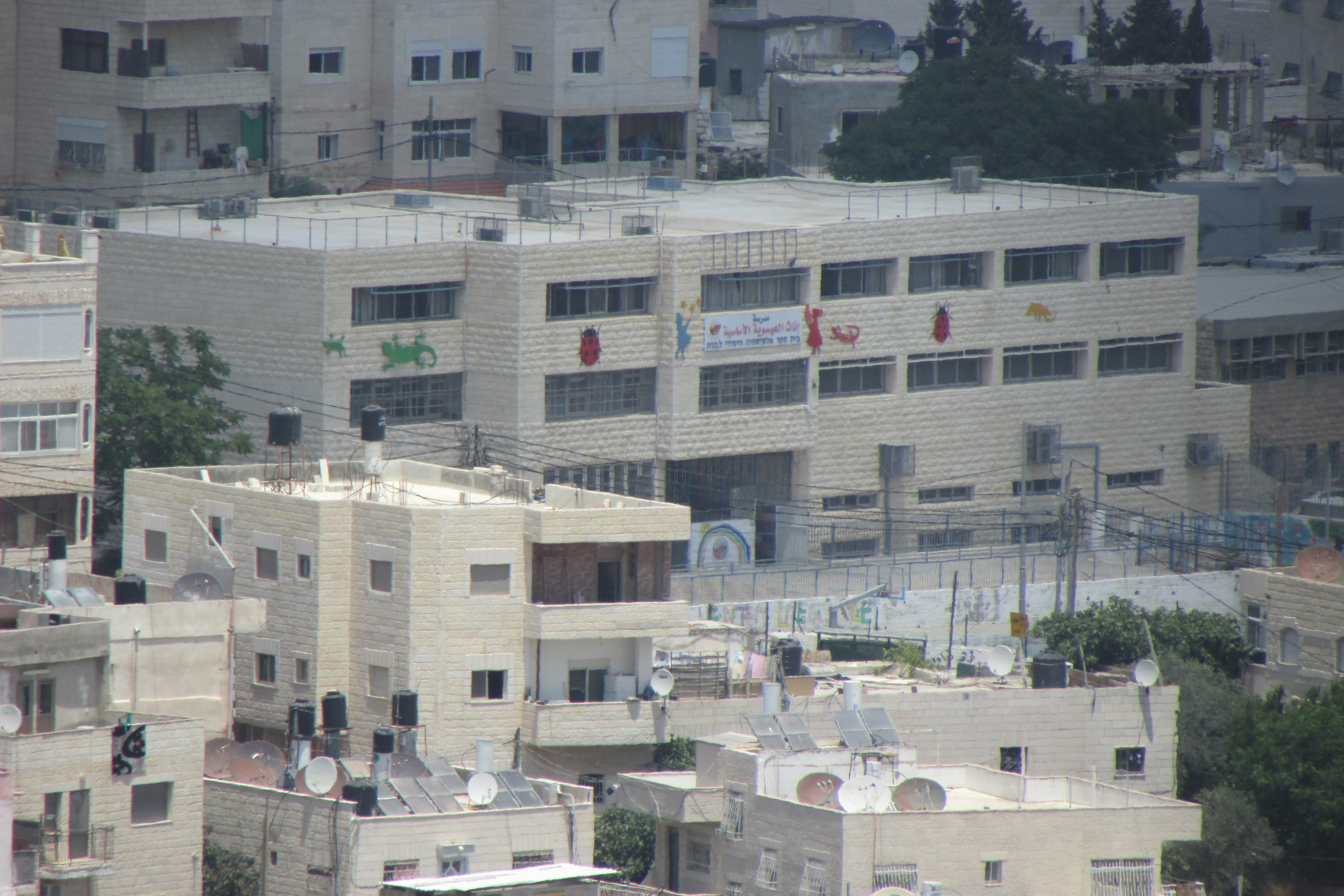
Escuela femenina en Isawiya.

Hay cinco escuelas públicas en la ciudad gestionadas por el ayuntamiento de Jerusalén y una escuela privada. De estas, dos son escuelas masculinas, dos son femeninas y otras dos son mixtas. También hay una guardería privada que contaba con 152 niños en 2011.
Según el mukhtar local, unos 800 estudiantes carecen de aulas en Isawiya, lo que ha ocasionado huelgas entre el alumnado y protestas entre padres y líderes de la comunidad. Muchos alumnos deben trasladarse diariamente a escuelas e institutos de las vecinas Beit Hanina, Wadi al Joz, Bab as Sahira y a Jerusalén Oeste. Según la Asociación por los Derechos Civiles en Israel, la diferencia entre los estándares de escolarización de Jerusalén Oeste y Este es "abrumadora".
Una escuela femenina de Isawiya es uno de las cinco escuelas primarias en la zona de Jerusalén que imparten filosofía a niños de tercer grado como parte de un programa que opera en 70 países. Un proyecto patrocinado por la Universidad Hebrea de Jerusalén coordina el trabajo educativo con la juventud de Isawiya.

## Sanidad
En Isawiya hay cuatro centros de salud gestionados por empresas privadas israelíes como Maccabi, Clalit o Meuhedet, así como un centro de pediatría y embarazo, una unidad de rayos X, un laboratorio médico, dos dentistas, dos farmacias y un centro de fisioterapia.

## Economía
Cerca de la mitad de mano de obra de Isawiya trabaja en el mercado laboral israelí, mientras que un 29% se emplea en el sector servicios, un 10% son empleados por cuenta ajena o funcionarios, un 5% se dedica al comercio y otro 5% al sector industrial; tan solo un 1% de la población de Isawiya se dedica a la agricultura (principalmente olivos). La tasa de desempleo entre los habitantes de Isawiya estaba cercana al 20% en 2012.

## Infraestructuras
Isawiya se conectó a la red eléctrica israelí en 1969, dos años después de la Guerra de los Seis Días y del comienzo de la ocupación israelí. A fecha de 2018, aproximadamente el 95% de los hogares tienen acceso a la red eléctrica. En cuanto a la red de telefonía y al agua corriente, la práctica totalidad de la población tiene acceso a ella. Los principales medios de transporte que conectan la localidad con Jerusalén son los taxis y los autobuses.

## Lugares de interés
En marzo de 2017 se inauguró en una mezquita de Isawiya un minarete de 73 metros de alto, el mayor de toda Jerusalén. La renovación del anterior minarete fue financiada por los propios vecinos del barrio, con precio aproximado de un millón de séquels, en lo que uno de los responsables del proyecto afirmó que era un acto de desafío contra la intención del gobierno israelí de prohibir la llamada del muecín en las mezquitas. También tienen cierto interés la parte antigua de la ciudad y la almazara. También hay un algarrobo cuya edad se calcula en más de mil años.

## Deportes
En 2005, el Centro Peres por la Paz inauguró un campo de fútbol de césped artificial en Isawiya como parte del proyecto Escuela de Fútbol Paz Hermanada. El campo de fútbol había sido prometido por Teddy Kollek en la campaña electoral de 1993, y había recibido fondos para su construcción, pero solo puedo ser finalmente construido con la financiación de Corea del Sur.